# Chatou
Chatou – miejscowość i gmina we Francji, w regionie Île-de-France, w departamencie Yvelines. Przez miejscowość przepływa Sekwana.
Według danych na rok 1990 gminę zamieszkiwało 27 977 osób, a gęstość zaludnienia wynosiła 5507 osób/km² (wśród 1287 gmin regionu Île-de-France Chatou plasuje się na 87. miejscu pod względem liczby ludności, natomiast pod względem powierzchni na miejscu 671.).